# Music Connect
『Music Connect』（ミュージック・コネクト）は、手越祐也の1枚目のミニ・アルバム。2022年10月5日にフォーライフミュージックから発売された。

## 概要
- CDは通常盤（品番：FLCF-4529）の1形態で発売。
- アルバムタイトルは、スペースシャワーTVにて第4水曜日 23:00~に放送されている音楽番組"スぺプラ手越〜Music Connect〜"のサブタイトルから取られている。
- ソロデビューシングル｢シナモン｣を手がけた小林未奈からの楽曲提供、RKBの番組「手越祐也のアート!アート!アート!」をきっかけに出会った2020年東京オリンピックの公式マスコットミライトワとソメイティの生みの親である谷口亮によるジャケット写真提供、ソロアーティストデビュー1周年の節目である2022年7月7日にリリースされた8th Digital Single「OVER YOU」の作曲・作詞を手がけたマイキによるリミックスなど、ソロ活動の開始から色んな方面で"Connect"した人たちと作り上げるアルバムでもある[1]。
- 初回生産分のみ募抽選専用ハガキ封入、3種のうち1種ステッカーランダム封入。

## 収録曲
CD、デジタル配信共通
1. Ready Steady - [3:38]
作詞：ucio、作曲：SiZK・Stephen McNair
2. サイダー - [4:18]
作詞： 小林未奈、作曲：小林未奈／松本京介
3. Happy Birthday - [2:53]
作詞：ame、作曲：Andrea Gargioni・Daniele Sorrentino
4. CLOSE CALL - [3:35]
作詞：ucio、作曲：SiZK・Stephen McNair
5. Come Back To Me - [3:20]
作詞： ucio、作曲：SiZK・ucio
6. ウインク（マイキP Remix ver.） - [3:28]
作詞・作曲：すりぃ

## チャート成績

### アルバムチャート順位
- オリコンチャート
  - 初週5,241pt、2022年10月17日付「週間合算アルバムランキング」で週間10位獲得。
  - 初週売上4,117枚、2022年10月17日付「週間アルバムランキング」で週間9位獲得。
  - 初週875ダウンロード、2022年10月17日付の「週間デジタルアルバムランキング」で週間6位獲得。
- Billboard JAPAN
  - 2022年10月12日公開の「Billboard Japan Hot Albums」で週間9位獲得。
  - 初週売上4,194枚、2022年10月12日公開の「Billboard Japan Top Albums Sales」で週間9位獲得。
  - 初週688ダウンロード、2022年10月12日公開の「Billboard Japan Download Albums」で週間6位獲得。

## ツアー
本作を引っ提げたライブツアー『手越祐也LIVE TOUR 2022『Music Connect』が、2022年10月12日から11月30日まで全国7か所12公演で開催。